# Courbe en canard

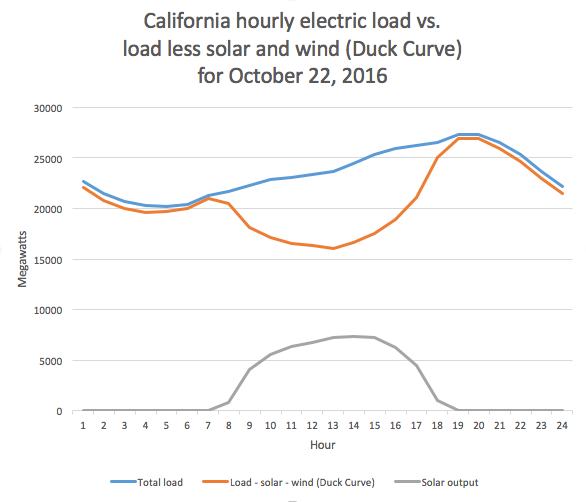
Courbe en canard (orange) par rapport à la courbe de demande (bleue) et la courbe de production (grise).

La courbe de, du ou en canard, également appelée le dos de canard (duck curve), est un graphique de la production d'électricité au cours d'une journée qui montre le déséquilibre temporel dans certaines régions du monde entre la demande de pointe et la production d'énergie solaire. Utilisée dans la production d'électricité à grande échelle, le terme a été inventé en 2012 par le California Independent System Operator (en),.

## Énergie solaire
Sur certains marchés de l'énergie, la demande de pointe quotidienne se produit après le coucher du Soleil, lorsque l'énergie solaire n'est plus disponible. Dans les endroits où une quantité substantielle de capacité électrique solaire a été installée, la quantité d'énergie qui doit être générée à partir de sources autres que solaires ou éoliennes affiche une augmentation rapide au coucher du soleil et culmine en milieu de soirée, produisant un graphique qui ressemble à silhouette d'un canard,. À Hawaï, l'adoption importante de la production solaire a conduit à la courbe plus prononcée connue sous le nom de courbe de Nessie,.
Sans aucune forme de stockage d'énergie, après des périodes de forte production solaire, les compagnies d'électricité doivent rapidement augmenter d'autres formes de production d'électricité au moment du coucher du soleil pour compenser la perte de production solaire. Cela est une préoccupation majeure pour les opérateurs de réseau où il y a une croissance rapide de l'énergie photovoltaïque.
L'une des solutions est d'utiliser une forme stockable de production d'électricité, telle, par exemple, l'hydroélectricité. Les batteries peuvent également aider à aplanir la courbe de canard et à prévenir les fluctuations d'utilisation des générateurs et peuvent aider à maintenir le profil de tension.

### Stratégies d'atténuation
Les méthodes pour faire face à l'augmentation rapide de la demande au coucher du Soleil reflétée dans la courbe de canard, qui devient plus grande à mesure que la production solaire augmente, comprennent :
- L'installation d'une production pilotable d'électricité
- L'orientation de certains capteurs solaires vers l'ouest pour maximiser la production au coucher du Soleil[13]
- Le stockage d'énergie, comprenant[13] :
  - l'hydroélectricité à accumulation par pompage
  - les centrales électriques de stockage sur batterie (en). Celles-ci peuvent être utilisées conjointement avec des centrales solaires conçues avec une capacité de courant continu supérieure à leur capacité en courant alternatif[14], ou sur d'autres sites appropriés, y compris d'anciennes centrales thermiques à combustibles fossiles afin d'utiliser leur infrastructure de transmission existante (par exemple, le Moss Landing Power Plant (en)).
  - l'énergie solaire thermique avec stockage d'énergie thermique
  - la climatisation à stockage de glace (en)
  - L'utilisation des batteries dans les véhicules électriques pour le stockage temporaire (vehicle-to-grid) [15]
  - Le power-to-X, stockant le surplus de production d'électricité sous forme chimique, par exemple sous forme d'hydrogène
  - La production d'hydrogène vert à partir de l'eau pendant les heures de pointe de la production solaire
- La gestion de la demande d'énergie, y compris :
  - la tarification en fonction de l'heure d'utilisation et en temps réel (en)
  - Les technologies de réseau intelligent
  - La transmission d'énergie électrique de l'ouest vers l'est

Un défi majeur consiste à déployer la capacité d'atténuation à un rythme qui suit la croissance de la production d'énergie solaire. Les effets de la courbe du canard se sont produits plus rapidement que prévu.

#### Courbe de canard en Californie

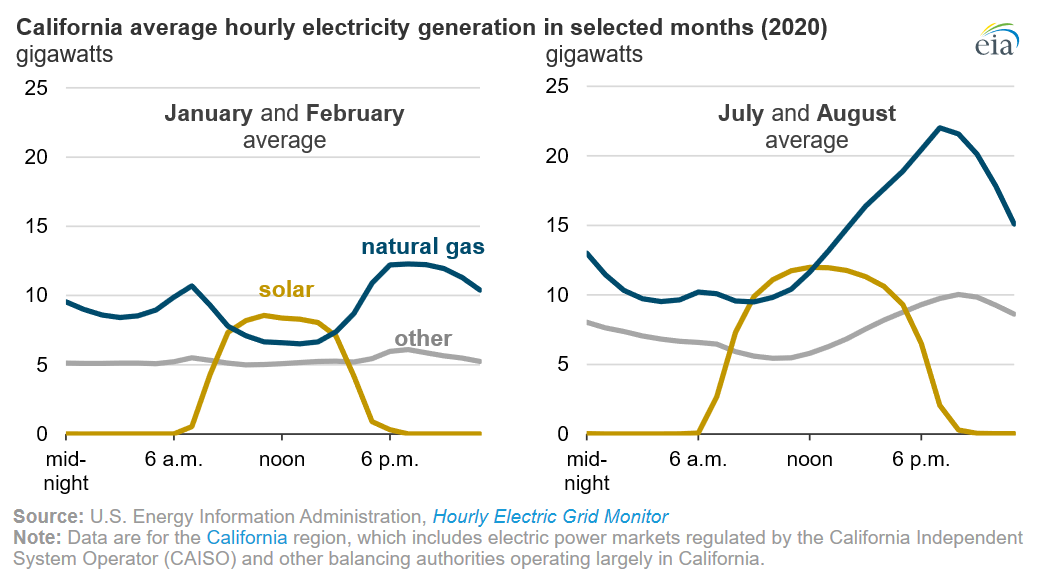
Sources de production d'électricité en Californie en 2020. Étant donné que ces graphiques n'affichent pas la demande d'énergie, ils ne sont pas eux-mêmes des courbes de canard, mais montrent des variations quotidiennes et saisonnières de la production d'électricité.